# 東墨田
東墨田（日语：／ Higashi-sumida */?）是東京都墨田區的町名。現行行政地名為東墨田一丁目至東墨田三丁目。郵遞區號為131-0042。面積82.1公頃。其中約52.4公頃的市街化區域全屬工業地域。至2013年8月1日為止，一丁目人口157人，二丁目1,185人，三丁目499人。

## 地理
位於墨田區東北端。墨田區役所東北方約2.8公里。北與葛飾區東四木間以荒川為界，東鄰江戶川區平井，南接立花，西連八廣。町域北邊的荒川是墨田區-葛飾區區界，東邊的舊中川是墨田區-江戶川區區界。町域內中小型工廠眾多。

## 產業
1909年（明治42年）至1937年（昭和12年），因墨田區內有屠宰場，因此皮革相關產業發達。與其他皮革產業聚集地相比，此地的豬皮革加工興盛。東京都在1997年的統計中，日本全國55間豬皮革加工事業所中有34間在東京都內，以東墨田地區為中心。此外也有許多豬油等動物性油脂相關業者，以其為原料的肥皂產業也有發展。

## 歷史
此地在中世稱為「木毛河」（きげがわ），江戶時代後稱為「木下川」（きねがわ）。江戶時代也稱「葛飾野」，是將軍的狩獵場。新編武藏風土記稿裡，行政區劃屬下木下川與上木下川，下木下川是中川與中居堀圍繞的濕地75戶農村，下分萬久里、大荒田、二段田、葛西川、汐入、鄉中耕地6個小字。1889年5月1日，町村制施行，屬吾嬬村。吾嬬村在1912年9月1日實施町制，為吾嬬町。1930年，舊大字廢除，新舍東一～八丁目，西一～九丁目17個大字。現在的東墨田為當時的吾嬬町東六～八丁目。1932年10月1日，吾嬬町編入東京市，為向島區吾嬬町東六～八丁目。1947年3月15日，向島區與本所區合併成立墨田區。
1800年，賤民頭的淺草彈左衛門所著的《彈左衛門書上》中，江戶時代，此地居住著死亡牛馬解體者、刑吏、或勸進等藝能職業者。德川後期也有紀錄「木下川的非人頭久兵衛，手下七人」。明治6年（1873年），淺草龜岡町與新谷町（制革業重地）的部落因臭氣問題而移至本地。彈左衛門與NIPPI（日本皮革）前身「櫻組」創始人西村勝三開創了近代皮革產業。1881年，神田橋本町的非人部落因火災移至本地，制革業興盛。
1892年，依據「魚獸化製場取締規則」，皮革業者集中在木下川與三河島。1925年，關東大地震後，為了都市重建，計畫將木下川與三河島的皮革業者移往砂町、葛西村、小松川町，木下川皮革業者組成「東京製革業組合」請求撤回移轉計畫。東京製革業組合在1936年改為「江東皮革工業組合」。1942年，依企業整備令，木下川91間皮革工場有半數轉型或廢業，剩下的廠商合資成立「江東製革株式會社」。江東製革製造陸軍、海軍的皮靴與空軍防寒配件等，1945年3月在東京大空襲中燒毀。在戰後的高度成長期中，這些豬皮革業者與合成皮革競爭，生產紳士、婦女鞋靴與衣料品、休閒用品等。
1970年成立部落解放同盟支部。在1984年的數據中，當時約有1000戶，2500人。

### 地名由來
因位於墨田區東部而得名。

## 交通

### 鐵路
東墨田沒有鐵路路線通過或車站設置。可利用以下路線與車站。
- 京成電鐵
  - 押上線：八廣站（八廣六丁目）
- 東武鐵道
  - 龜戶線：小村井站（文花三丁目）

### 道路、橋梁
道路
- 都道
  - 449號新荒川堤防線

橋梁
- 舊中川
  - 百合木橋（都道449行線）
  - 中平井橋

## 施設
- 墨田清掃工場 - 東墨田一丁目。
- 中川保育園
- 墨田區立荒川四木橋綠地
  - 荒川四木橋綠地少年棒球場
  - 荒川四木橋綠地少年足球場
- 東墨田運動場
- 墨田運動健康中心
- 新平井橋公園
- 東墨田公園
- 東墨田網球場
- 白髭神社

## 備註
1. ↑  平成24年4月1日基準 墨田區行政基礎資料集PDF
2. ↑  墨田区世帯人口現況8月分[永久]
3. ↑  『木下川地區のあゆみ・戦後編』p40
4. ↑  『木下川地區のあゆみ・戦後編』p11，「なめし革の品目別産出事業所数」
5. ↑  『木下川地區のあゆみ・戦後編』p12
6. ↑  『木下川地區のあゆみ・戦後編』p7
7. ↑  『木下川地區のあゆみ・戦後編』p20-22
8. 1 2 3 4 5  川元祥一・藤沢靖介『東京の被差別部落』pp.21-27（三一書房，1984年）
9. ↑  『木下川地區のあゆみ・戦後編』p23
10. ↑  『木下川地區のあゆみ・戦後編』p28
11. ↑  『木下川地區のあゆみ・戦後編』p29-31
12. ↑  『木下川地區のあゆみ・戦後編』p35-43